# Joe Bache
Joseph William Bache (n. 8 februarie 1880 Stourbridge, West Midlands - 11 octombrie 1960) a fost un fotbalist englez care a evoluat pentru Aston Villa. Joe Bache a jucat pe postul de atacant pentru Villa între anii 1900 și 1919. A evoluzat pentru echipa națională de fotbal a Angliei de șapte ori, înscriind patru goluri.